# Phil Fontaine
Larry Phillip „Phil” Fontaine (ur. 20 września 1944) – kanadyjski prawnik i polityk, przywódca rdzennych Kanadyjczyków, Wódz Krajowy Zgromadzenia Pierwszych Narodów (ang. Assembly of First Nations).

## Życiorys
Urodzony w grupie kanadyjskich Indian Sagkeeng First Nation w rezerwacie Fort Alexander Reserve w prowincji Manitoba. W młodości posługiwał się językiem odżibwe, uczęszczał do misyjnej szkoły z internatem w Sagkeeng i do Assiniboia Residential School w Winnipegu, a w 1961 r. ukończył Powerview Collegiate. Jako nastolatek zaangażował się w działalność Canadian Indian Youth Council i jako pierwszy tubylczy przywódca w Kanadzie ujawnił liczne przypadki przemocy wobec uczniów i molestowania ich w indiańskich szkołach z internatami.
W 1972 r. wybrano go wodzem społeczności Sagkeeng i był nim przez dwie kolejne kadencje. Do jego zasług należało wówczas zorganizowanie pierwszego w Kanadzie lokalnie kontrolowanego przez Indian systemu oświaty w rezerwacie, jednego z pierwszych tubylczych ośrodków pomocy dziecku i rodzinie oraz pierwszego rezerwatowego ośrodka leczenia alkoholizmu i uzależnień. Następnie przeniósł się z rodziną na terytorium Jukon, gdzie był regionalnym dyrektorem generalnym w administracji rządowej. 
W 1981 r. ukończył nauki polityczne na Uniwersytecie Manitoby, podjął pracę jako doradca Southeast Tribal Council, a następnie został wybrany wiceprzewodniczącym oddziału Zgromadzenia Pierwszych Narodów w Manitobie, reprezentującego 60 tamtejszych grup tubylczych. Należał do tubylczych przywódców najgłośniej sprzeciwiających się projektowi tzw. porozumienia z Meech Lake z 1987 r. w sprawie poszerzenia autonomii Quebecu (po części kosztem praw grup tubylczych). Dzięki niemu doszło też do podpisania umów o pracowniczym równouprawnieniu Indian Manitoby z 39 kanadyjskimi korporacjami i instytucjami.
W 1991 r. został wybrany Wielkim Wodzem Zgromadzenia Wodzów Manitoby (ang. Assembly of Manitoba Chiefs) i pełnił tę funkcję przez trzy kolejne kadencje. W 1997 r. po raz pierwszy wybrano go na Krajowego Wodza Zgromadzenia Pierwszych Narodów (AFN). Rok później udało mu się skłonić rząd federalny do utworzenia wartego 350 mln dolarów Funduszu Uzdrowienia (ang. Healing Fund) dla ofiar przemocy w szkołach z internatami, a w 1999 r. doprowadził do uchwalenia Deklaracji o braterstwie i współpracy Tubylczych i Pierwszych Narodów Ameryki Północnej. Był też pierwszym tubylczym przedstawicielem przemawiającym na forum Organizacji państw Amerykańskich (OAS). 
Po upłynięciu pierwszej kadencji, gdy w wyborach pokonał go radykalny wódz Kri Matthew Coon Come, Fontaine został szefem Komisji ds. Roszczeń Indiańskich (ang. Indian Claims Commision). W tym czasie rozpatrzono pozytywnie m.in. roszczenie Kahkewistahaw First Nation, przyznając tej procesującej się już od 1907 r. grupie z Saskatchewan 94,6 mln dolarów. W 2003 r. Fontaine zrezygnował z pracy w ICC i ponownie wystartował w wyborach na Krajowego Wodza AFN.
W lipcu 2003 r. i lipcu 2006 r. wygrywał wybory na Wielkiego Wodza AFN (ostatnio - uzyskując 76% głosów). Za jeden ze swoich celów uznał doprowadzenie do realizacji wartego 5 mld dolarów porozumienia z rządem Kanady (tzw. Kelowna Accord) w sprawie poprawy warunków życia i oświaty tubylczych ludów Kanady, zawartego w 2005 r. z liberalnym rządem Paula Martina i unieważnionego później przez konserwatywny rząd premiera Stephena Harpera.
Phil Fontaine ma dwoje dzieci, Mike'a i Mayę, i pięcioro wnuków. Jego bratankiem jest Jerry Fontaine, w latach 1989–1998 wódz grupy Sagkeeng Nation, tubylczy lider z Manitoby. Jego matka, Agnes Fontaine, dzięki której płynnie mówi językiem odżibwe, była pierwszą kanadyjską Indianką, która w 1952 r. została członkinią rady plemiennej.
W 1996 r. Fontaine został wyróżniony nagrodą National Aboriginal Achievement Award za osiągnięcia w polityce. Posiada też doktoraty honoris causa Wydziału Prawa Royal Military College of Canada (1999) i Wydziału Prawa Brock University (2004).